# Рязанцева, Надежда Владиславовна
Наде́жда Владисла́вовна Ряза́нцева (род. 23 января 1961, Тайшет, Иркутская область) — российская актриса театра и кино, балетмейстер.

## Биография
Надежда Рязанцева родилась 23 января 1961 года в городе Тайшете (Иркутская область).
Закончила Московскую хореографическую школу при Большом театре, затем Воронежский театральный институт, класс В. В. Тополаги. 

Позже Надежда Рязанцева работала в:
- Ленинградском академическом театре Комедии им. Акимова,
- Ленинградском театре Рок-оперы,
- Театре Драмы и Комедии на Литейном,
- участвует в антрепризных спектаклях.

В 1992 г., по приглашению С. Я. Спивака, перешла в Молодёжный театр на Фонтанке в качестве актрисы, балетмейстера и репетитора танцевальных номеров. 

Надежда Рязанцева также участвовала в проекте «Недлинные истории» на канале «Культура», работала на радио и принимала участие в телеспектаклях Д. И. Карасика на Санкт-Петербургском телевидении.

## Работы в театре

### Актриса
- 1988 — «Уроки музыки» — Нина (реж. Р. В. Виктюк)
- 1995 — «Иван-Царевич» — Баба Яга
- 1995 — «Трёхгрошовая опера» Бертольта Брехта — подружка Мэкки (реж. С. Я. Спивак)
- 1996 — «Ночь ошибок» Оливера Голдсмита — Мэри (реж. М. Г. Черняк)
- 1997 — «Улица. Двор. Васька» В. Зверовщикова — кошечка Ксюша (реж. И. И. Лелюх)
- 1997 — «Маркиза де Сад» Юкио Мисима — Анна (реж. С. Я. Спивак)
- 1998 — «Двенадцатая ночь или что угодно» Уильяма Шекспира — Виола (реж. В.Туманов)
- 1998 — «Крики из Одессы» по пьесе И. Э. Бабеля «Закат» — Соседка Потаповны (реж. С. Я. Спивак)
- 1998 — «Плутни Скапена» Жана Мольера — Зербинетта (реж. В. Ветрогонов)
- 2002 — «Священные чудовища» Жана Кокто — Комедиантка (реж. С. Я. Спивак)
- 2001 — «Жаворонок» Жана Ануя — Молодая королева (реж. С. Я. Спивак)
- 2008 — «Дон Кихот» М. А. Булгакова — Антония, племянница Дон Кихота (реж. С. Я. Спивак)

Также сыграла Кончиту в спектакле «Юнона и Авось», Хари в спектакле «Солярис», Лолиту («Лолита»), Нинучу в «Продавце игрушек», Марианну в «Скупом», Адалат в «Прикосновении» и роль Собы в спектакле «Любовь без тормозов».

### Балетмейстер
- 1997 — «Улица. Двор. Васька» В. Зверовщикова — (реж. И. И. Лелюх)
- 2004 — «История Кая и Герды» Ханса Кристиана Андерсена — (реж. М. Мирош)
- 1998 — «Плутни Скапена» Мольера — (реж. В. Ветрогонов)

## Работы в кино и сериалы
- 1983 — 1984 — Чокан Валиханов — Шурочка Капустина
- 1984 — Два гусара — эпизод
- 1990 — Плач перепёлки | Плач перапёлкі — эпизод
- 2002 — Агентство «Золотая пуля» — хозяйка квартиры
- 2002 — 2003 — Недлинные истории
- 2007 — Агитбригада «Бей врага!» — Рыбачка
- 2007 — Улицы разбитых фонарей 8 — Галина
- 2008 — Дон Кихот (фильм-спектакль) — Антония, племянница Дон Кихота
- 2008 — Дорожный патруль — Егорова
- 2009 — С чёрного хода — эпизод
- 2009 — Похороните меня за плинтусом — буфетчица
- 2014 — Лучшие враги — Анна Данилова
- 2014 — Иные — Ольга Романовна Чижова
- 2016 — Мажор-2 — Надежда Александровна Аверьянова
- 2021 — Алиби — Антонина Сергеевна Леденёва
- 2023 — Фандорин. Азазель — Евдокия Львовна Грушина